# Stenopogon aphrices
Stenopogon aphrices là một loài ruồi trong họ Asilidae. Stenopogon aphrices được Walker miêu tả năm 1849. Loài này phân bố ở miền Ấn Độ - Mã Lai.